# Stalker Hill
Der Stalker Hill ist ein 144 m hoher Hügel an der Ingrid-Christensen-Küste des ostantarktischen Prinzessin-Elisabeth-Land. In den Vestfoldbergen ragt er am Nordufer des Lake Zvezda auf.
Das Antarctic Names Committee of Australia benannte ihn nach John Francis Stalker (1933–1994), Leiter der Davis-Station im Jahr 1970.